# Ghetto di Będzin
Il ghetto di Będzin era un ghetto istituito dalla Germania nazista durante la seconda guerra mondiale per gli ebrei polacchi nella città di Będzin nella Polonia sud-occidentale occupata. La formazione del "quartiere ebraico" fu pronunciata dalle autorità tedesche nel luglio 1940. Oltre 20.000 ebrei di Będzin, insieme ad altri 10.000 ebrei espulsi dalle comunità vicine, furono costretti a vivere nel ghetto durante l'Olocausto. La maggior parte dei poveri normodotati furono costretti a lavorare nelle fabbriche militari tedesche prima di essere trasportati a bordo dei treni dell'Olocausto nel vicino campo di concentramento di Auschwitz dove furono sterminati. L'ultima grande deportazione dei detenuti del ghetto da parte delle SS tedesche, uomini, donne e bambini, tra il 1º e il 3 agosto 1943, fu segnata dalla rivolta del ghetto da parte dei membri della Żydowska Organizacja Bojowa.
Il ghetto di Będzin formava un'unica unità amministrativa con il ghetto di Sosnowiec nel distretto confinante di Środula di Sosnowiec, perché entrambe le città fanno parte della stessa area metropolitana nel bacino di Dąbrowa. Gli ebrei di entrambi i ghetti condividevano l'orto "Farma" assegnato ai giovani sionisti dallo Judenrat.

## Contesto storico
Prima dell'invasione della Polonia del 1939 all'inizio della seconda guerra mondiale, Będzin aveva una vivace comunità ebraica. Secondo il censimento polacco del 1921, la popolazione ebraica della città era composta da 17.298 persone, ovvero il 62,1% della popolazione totale. Nel 1938, il numero di ebrei era aumentato a circa 22.500.
Durante l'invasione nazista-sovietica della Polonia, l'esercito tedesco invase l'area all'inizio di settembre 1939. L'esercito fu seguito da squadroni della morte mobili degli Einsatzgruppen e la persecuzione degli ebrei iniziò immediatamente. Il 7 settembre furono imposte le prime sanzioni economiche draconiane. Il giorno dopo, l'8 settembre, la sinagoga di Będzin fu bruciata. Il 9 settembre 1939 ebbe luogo il primo omicidio di massa di ebrei locali con 40 persone di spicco giustiziate.
Un mese dopo, l'8 ottobre 1939, Hitler dichiarò che Będzin sarebbe entrato a far parte dei territori polacchi annessi dalla Germania. I battaglioni della Polizia dell'Ordine iniziarono a deportare le famiglie ebree da tutte le comunità limitrofe alla regione di Zagłębie Dąbrowskie verso Będzin. Tra loro c'erano gli ebrei di Bohumín, Kielce e Oświęcim (Auschwitz). Complessivamente, circa 30.000 ebrei avrebbero vissuto a Będzin durante la seconda guerra mondiale. Verso la fine del 1942, Będzin e il vicino Sosnowiec, divennero le uniche due città nella regione di Zagłębie Dąbrowskie ad essere abitate dagli ebrei.

## Il ghetto
Tra l'ottobre 1940 al maggio 1942, circa 4.000 ebrei furono deportati da Będzin per i lavori forzati nei campi in rapida crescita. Fino all'ottobre 1942 i confini interni del ghetto rimasero fittizi, non è stata costruita nessuna recinzione. L'area era delimitata dai quartieri di Kamionka e Mała Środula confinanti con il ghetto di Sosnowiec, con la polizia ebraica collocata dalle SS lungo il perimetro. Come nel caso degli altri ghetti nella Polonia occupata, le autorità tedesche sterminarono la maggior parte degli ebrei di Będzin durante l'Operazione Reinhard, deportandoli nei campi di sterminio nazisti, principalmente nella vicina Auschwitz-Birkenau per la gassificazione. Durante questo periodo, i leader della comunità ebraica di Zagłebie, incluso Moshe Merin, collaborarono con i tedeschi nella speranza che la sopravvivenza degli ebrei potesse essere legata al loro sfruttamento del lavoro forzato. Era un falso presupposto.
Le principali azioni di deportazione, ordinate dal SS-Standartenführer Alexander von Woedtke, ebbero luogo nel maggio 1942 con 2.000 ebrei mandati a morire ad Auschwitz e 5.000 ebrei in agosto. Altri 5.000 ebrei dei ghetti furono deportati da Będzin a bordo dei treni dell'Olocausto tra l'agosto 1942 e il giugno 1943. Le ultime deportazioni importanti ebbero luogo nel 1943 mentre 5.000 ebrei furono mandati via il 22 giugno 1943 e 8.000 circa tra il 1º ed il 3 Agosto 1943. I circa 1.000 ebrei rimasti furono deportati nei mesi successivi. Si stima che dei 30.000 abitanti del ghetto siano sopravvissuti solo in 2.000.

## La rivolta

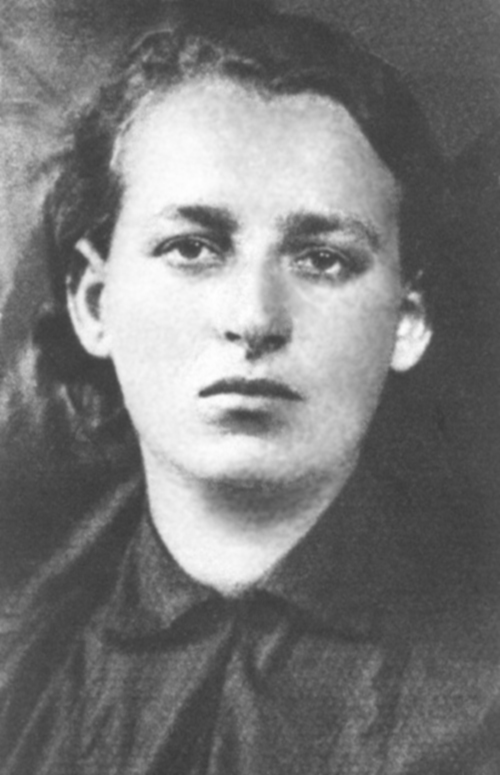
Frumka Płotnicka: ha combattuto nella Rivolta del ghetto di Varsavia all'età di 29 anni e ha guidato la rivolta nel ghetto di Będzin durante l'Operazione Reinhard.

Durante la deportazione finale dei primi di agosto 1943, l'Organizzazione ebraica di combattimento (ŻOB) a Będzin organizzò una rivolta contro i tedeschi (come nella vicina Sosnowiec). Già nel 1941 fu creata una sezione locale di ŻOB a Będzin, su consiglio di Mordechaj Anielewicz. Le armi furono ottenute dalla resistenza ebraica a Varsavia. Pistole e bombe a mano venivano contrabbandate in pericolosi viaggi in treno, Edzia Pejsachson è stata catturata e torturata a morte. Utilizzando modelli forniti dalla sede centrale erano in fase di produzione le bottiglie Molotov. Le bombe prodotte dagli ebrei, secondo le testimonianze superstiti, erano paragonabili a quelle dei nazisti. Diversi bunker sono stati scavati all'interno del confine del ghetto per produrre e nascondere queste armi. L'atteggiamento dello Judenrat di Będzin nei confronti della resistenza è stato negativo sin dall'inizio, ma è cambiato durante la liquidazione del ghetto.
La rivolta fu un ultimo atto di sfida contro gli insorti del ghetto che combatterono nei quartieri di Kamionka e Środula. Un gruppo di partigiani si è barricato nel bunker di via Podsiadły insieme alla loro leader donna, Frumka Płotnicka, di 29 anni, avevano combattuto nella rivolta del ghetto di Varsavia diverse settimane prima. Furono tutti uccisi dalle forze tedesche una volta esauriti i proiettili, ma i combattimenti, iniziati il 3 agosto 1943, durarono diversi giorni. La maggior parte degli ebrei rimasti morì poco dopo, quando il ghetto fu liquidato, sebbene le deportazioni dovessero essere estese da pochi giorni a due settimane, nonostante l'aiuto delle SS di Auschwitz, distanti 45 km. Il 19 aprile 1945, Frumka Płotnicka ricevette postumo l'Ordine della Croce di Grunwald dal Comitato Polacco di Liberazione Nazionale.

## Le operazioni di soccorso
Gli sforzi cristiani per salvare gli ebrei dalla persecuzione nazista iniziarono immediatamente durante l'invasione tedesca. Quando l'8 settembre 1939 la Sinagoga fu incendiata dalle SS con una folla di fedeli ebrei all'interno, il sacerdote cattolico, padre Mieczysław Zawadzki, aprì le porte della chiesa di Góra Zamkowa per tutti coloro in cerca di rifugio. Non si sa quanti ebrei salvò all'interno finché il pericolo non si placò; probabilmente più di cento. Padre Zawadzki è stato insignito postumo del titolo di Giusto tra le nazioni polacco nel 2007. Morì nel 1975 a Będzin.
Ci furono vari tentativi di fuga durante le azioni di liquidazione del ghetto. Cela Kleinmann e suo fratello Icchak fuggirono dal treno dell'Olocausto nel 1943 scappando dal tetto del vagone, furono salvati dalla famiglia di Stanisław Grzybowski, con il quale il padre aveva lavorato in una miniera di carbone. Cela fu catturata mentre cercava un documento d'identità "ariano" e poi uccisa. Successivamente, Grzybowski portò Icchak da sua figlia Wanda e suo marito Kazimierz nel 1944. Wanda e Kazimierz Kafarski furono premiati come Giusti nel 2004, molto tempo dopo la morte di vecchiaia di Stanisław Grzybowski.
Mentre la sinagoga bruciava, anche altre case presero fuoco: molti ebrei in fuga salvati da padre Zawadzki rimasero feriti e ebbero bisogno di assistenza medica; furono salvati dal dottor Tadeusz Kosibowicz, direttore dell'ospedale statale di Będzin, aiutato dal dottor Ryszard Nyc e dalla sorella Rufina Świrska. Gli ebrei gravemente feriti furono portati da loro stessi in ospedale con nomi falsi. Anche altri ebrei si nascosero in ospedale grazie ad un impiego immediato. Tuttavia, il direttore Kosibowicz fu denunciato da uno dei suoi pazienti di etnia tedesca e arrestato dalla Gestapo l'8 maggio 1940. Tutti e tre i soccorritori furono condannati a morte, condanna poi commutata in prigionia nel campo. Il dottor Kosibowicz fu internato a Dachau, Sachsenhausen, a Majdanek e a Gross-Rosen. Lavorò come medico prigioniero e sopravvisse. Kosibowicz tornò a Będzin dopo la liberazione e riprese il suo incarico di direttore dell'ospedale. Morì il 6 luglio 1971; è stato insignito postumo del titolo di Giusto nel 2006 dallo Stato di Israele.
Centinaia di ebrei polacchi rimasero nascosti quando le deportazioni di Auschwitz terminarono nell'agosto 1943. I sopravvissuti furono fatti uscire di nascosto dai bunker in piccoli gruppi da membri della ŻOB: Fela Kac, Schmuel Ron e Kasia Szancer. I soccorritori polacchi che li raccolsero nella parte "ariana" della città includevano Roman Kołodziej, ucciso per aver salvato ebrei il 2 gennaio 1944, e Zofia Klemens, arrestato dalla Gestapo e mandato in un campo di concentramento; Klemens sopravvisse. Le fu conferito il titolo di Giusto tra le nazioni nel 1964. La famiglia Kobylec salvò oltre settanta ebrei; hanno ricevuto le medaglie di Giusti tra le nazioni vent'anni dopo.
Hirsch Barenblat, direttore della Israel National Opera, fu processato nel 1964 per aver consegnato alcuni ebrei ai nazisti come capo della polizia ebraica nel ghetto di Bendzin, in Polonia. Essendo arrivato in Israele nel 1958-1959, Barenblat fu arrestato dopo che un sopravvissuto al ghetto lo riconobbe mentre stava dirigendo un'opera. Ritenuto colpevole di aver aiutato i nazisti assicurandosi che gli ebrei selezionati per i campi di sterminio non scappassero, Barenblat fu condannato a cinque anni di prigione. Il 1º maggio 1964, dopo aver scontato tre mesi di pena, Barenblat fu liberato e la Corte Suprema israeliana annullò la sua condanna.

## Memoria
Esistono diversi diari di sopravvissuti e centinaia di lettere scritte inviate ai parenti di coloro che erano nel ghetto in quel momento. Sono state conservate le foto di molti deportati del ghetto ad Auschwitz: una raccolta di oltre 2.000 fotografie è stata scoperta nell'ottobre 1986, comprese molte immagini della vita a Będzin e nel ghetto, e pubblicate in un libro o in video. La collezione è amministrata da The Eyes from the Ashes Foundation.
Nel 2004, il consiglio comunale di Będzin ha deciso di dedicare la piazza della città agli eroi della rivolta del ghetto ebraico a Będzin. Nell'agosto 2005 è stato inaugurato un nuovo memoriale nel sito del ghetto di Będzin.